# Neomochtherus
Neomochtherus är ett släkte av tvåvingar. Neomochtherus ingår i familjen rovflugor.

## Bildgalleri

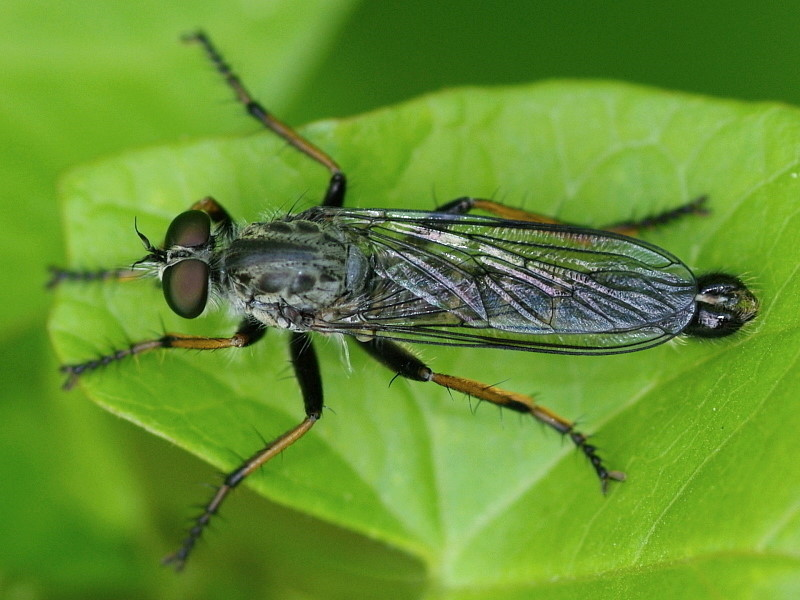
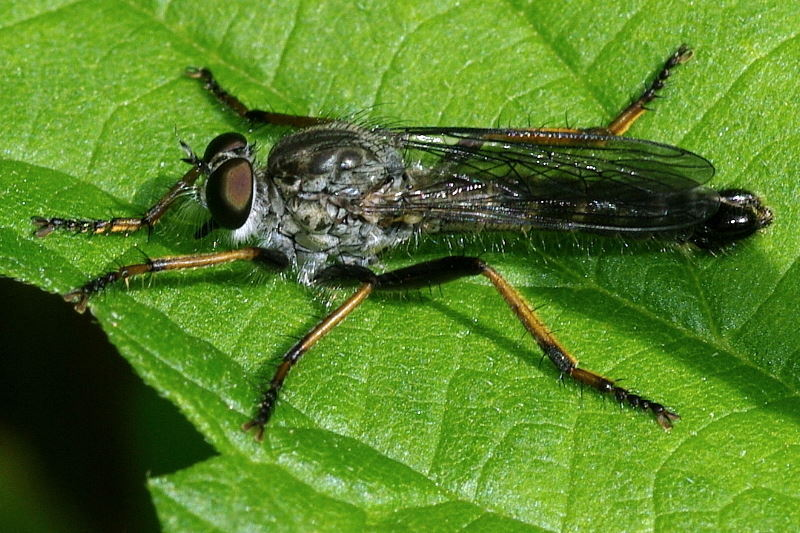
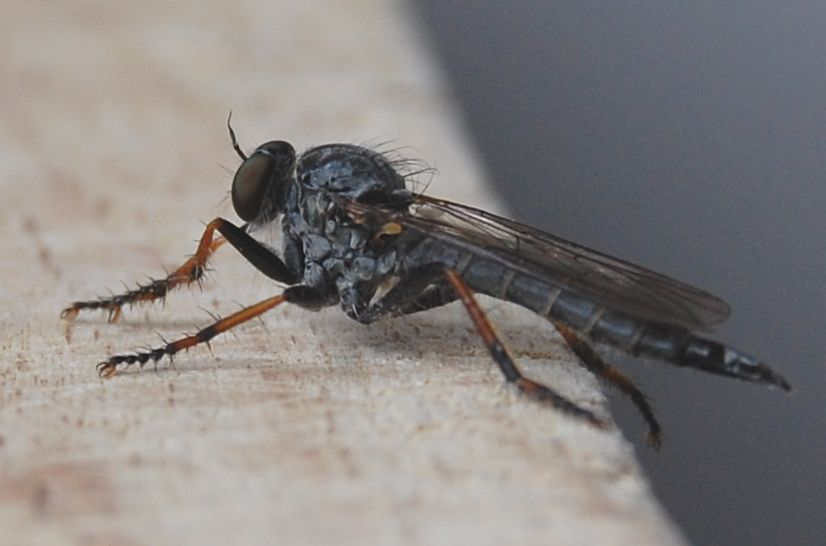
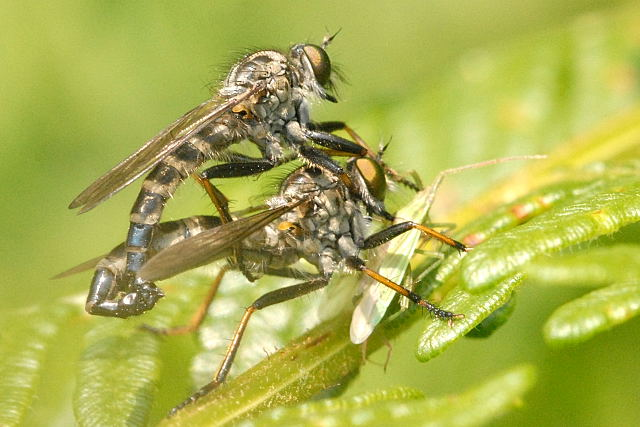
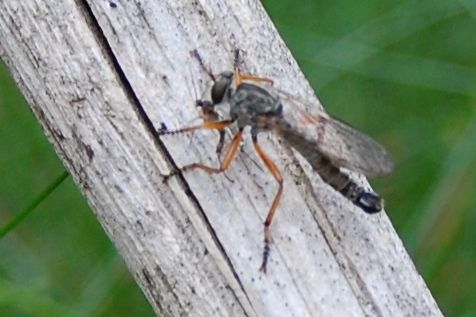
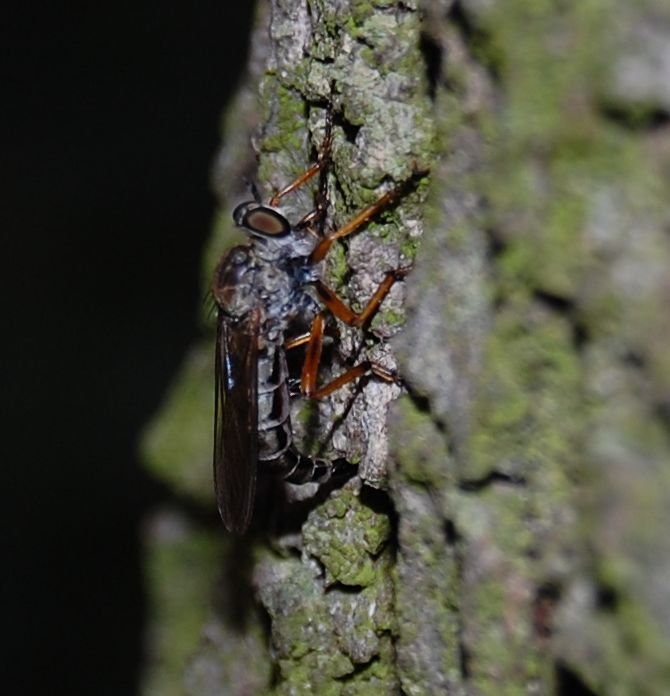

## Dottertaxa tillNeomochtherus, i alfabetisk ordning[1][2]
- Neomochtherus acratus
- Neomochtherus aegaeus
- Neomochtherus aegyptius
- Neomochtherus aerifacies
- Neomochtherus africanus
- Neomochtherus alaicus
- Neomochtherus albicans
- Neomochtherus albicomus
- Neomochtherus analis
- Neomochtherus angustipennis
- Neomochtherus annulitarsis
- Neomochtherus aquitanus
- Neomochtherus arabicus
- Neomochtherus atripes
- Neomochtherus atrox
- Neomochtherus auratus
- Neomochtherus auricomus
- Neomochtherus blandus
- Neomochtherus brevipennis
- Neomochtherus californicus
- Neomochtherus callipygus
- Neomochtherus candidus
- Neomochtherus carthaginis
- Neomochtherus catharius
- Neomochtherus caucasicus
- Neomochtherus clypeatus
- Neomochtherus comosus
- Neomochtherus confusus
- Neomochtherus congedus
- Neomochtherus corcyraeus
- Neomochtherus cypreus
- Neomochtherus cythereius
- Neomochtherus debilis
- Neomochtherus deserticolus
- Neomochtherus desertorum
- Neomochtherus detorsus
- Neomochtherus dichromopygus
- Neomochtherus disjunctus
- Neomochtherus distans
- Neomochtherus eulabes
- Neomochtherus europaeus
- Neomochtherus exilis
- Neomochtherus farinosus
- Neomochtherus firmus
- Neomochtherus flavicornis
- Neomochtherus flavipes
- Neomochtherus fulvipes
- Neomochtherus fuscifemoratus
- Neomochtherus fuscipennis
- Neomochtherus futilis
- Neomochtherus genialis
- Neomochtherus genitalis
- Neomochtherus gnavus
- Neomochtherus gomerae
- Neomochtherus grandicollis
- Neomochtherus granitis
- Neomochtherus grisescens
- Neomochtherus hauseri
- Neomochtherus helictus
- Neomochtherus hermonensis
- Neomochtherus himalayensis
- Neomochtherus hungaricus
- Neomochtherus hybopygus
- Neomochtherus hypopygialis
- Neomochtherus idahoae
- Neomochtherus illustris
- Neomochtherus indianus
- Neomochtherus instabilis
- Neomochtherus jucundus
- Neomochtherus kaszabi
- Neomochtherus kivuensis
- Neomochtherus kozlovi
- Neomochtherus lanzarotae
- Neomochtherus lassenae
- Neomochtherus latipennis
- Neomochtherus leclercqi
- Neomochtherus lepidus
- Neomochtherus leucophorus
- Neomochtherus libanonensis
- Neomochtherus macropygus
- Neomochtherus maikovskii
- Neomochtherus maroccanus
- Neomochtherus mendax
- Neomochtherus mesopotamicus
- Neomochtherus micrasiaticus
- Neomochtherus monobius
- Neomochtherus montanus
- Neomochtherus mundus
- Neomochtherus nairicus
- Neomochtherus natalensis
- Neomochtherus notatus
- Neomochtherus nudus
- Neomochtherus oblitus
- Neomochtherus ochrapes
- Neomochtherus ochriventris
- Neomochtherus olivierii
- Neomochtherus orientalis
- Neomochtherus pallipes
- Neomochtherus pamphylius
- Neomochtherus patruelis
- Neomochtherus peloponnesius
- Neomochtherus perplexus
- Neomochtherus petrishtshevae
- Neomochtherus piceus
- Neomochtherus platypygus
- Neomochtherus promiscus
- Neomochtherus psathyrus
- Neomochtherus pubescens
- Neomochtherus pygaeus
- Neomochtherus quettanus
- Neomochtherus rhogmopygus
- Neomochtherus rossicus
- Neomochtherus rothkirchii
- Neomochtherus rubipygus
- Neomochtherus rutilans
- Neomochtherus sahariensis
- Neomochtherus sanguensis
- Neomochtherus sardus
- Neomochtherus schineri
- Neomochtherus schistaceus
- Neomochtherus sercove
- Neomochtherus siculus
- Neomochtherus signatipes
- Neomochtherus sinensis
- Neomochtherus sinuatus
- Neomochtherus soleus
- Neomochtherus sphaeristes
- Neomochtherus stackelbergi
- Neomochtherus striatipes
- Neomochtherus striatus
- Neomochtherus tenius
- Neomochtherus thrax
- Neomochtherus tricuspidatus
- Neomochtherus trisignatus
- Neomochtherus unctus
- Neomochtherus uratorum
- Neomochtherus willistoni
- Neomochtherus yasya